# Albrechtshof (Randowtal)
Albrechtshof ist ein Wohnplatz im Ortsteil Schmölln der Gemeinde Randowtal des Amtes Gramzow im Landkreis Uckermark in Brandenburg.

## Geographie
Der Ort liegt zwei Kilometer nördlich von Schwaneberg und fünf Kilometer nordnordöstlich von Schmölln. Die Nachbarorte sind Klausthal im Norden, Grünberg und Battin im Nordosten, Friedefeld im Südosten, Schwaneberg im Süden, Wegnershof und Vogelsang im Südwesten sowie Wallmow im Westen.